# Anisfield-Wolf Book Award
Anisfield-Wolf Book Awards är ett amerikanskt litteraturpris som utdelas till författade verk som bidragit till förståelsen av rasism och fördelarna med den mänskliga kulturens rika mångfald. Priset började delas ut 1935 av poeten och filantropen Edith Anisfield Wolf och hanterades först av Saturday Review men har sedan 1963 delats ut av Cleveland Foundation.
Tre eller fyra bokpriset och emellanåt ett pris för ett livsverk delas ut varje år. Bland tidigare vinnare kan bland andra nämnas: Zora Neale Hurston (1943), Gunnar Myrdal (1945), Langston Hughes (1954), Martin Luther King, Jr. (1959), Maxine Hong Kingston (1978), Wole Soyinka (1983), Nadine Gordimer (1988), Toni Morrison (1988), Ralph Ellison (1992), Edward Said (2000), och Derek Walcott (2004).

## Mottagare
Källa: 

### Fiktion
| År   | Mottagare                | Verk                                                   | Svensk titel                                       |
| ---- | ------------------------ | ------------------------------------------------------ | -------------------------------------------------- |
| 1945 | Gwethalyn Graham         | Earth and High Heaven                                  | Jord och himmel hög                                |
| 1947 | Sholem Asch              | East River                                             | Fyrtioåttonde gatan                                |
| 1948 | Worth Tuttle Hedden      | The Other Room                                         |                                                    |
| 1949 | Alan Paton               | Cry, the Beloved Country                               | På lösan sand                                      |
| 1951 | John Hersey              | The Wall                                               | Muren                                              |
| 1954 | Langston Hughes          | Simple Takes a Wife                                    |                                                    |
| 1962 | Gina Allen               | The Forbidden Man                                      |                                                    |
| 1969 | Gwendolyn Brooks         | In the Mecca; Poems                                    |                                                    |
| 1985 | Breyten Breytenbach      | Mouroir: Mirrornotes of a Novel                        |                                                    |
| 1988 | Toni Morrison            | Beloved                                                | Älskade                                            |
| 1988 | Nadine Gordimer          | A Sport of Nature                                      | Hillela                                            |
| 1990 | Dolores Kendrick         | The Women of Plums: Poems in the Voices of Slave Women |                                                    |
| 1993 | Sandra Cisneros          | Woman Hollering Creek and Other Stories                |                                                    |
| 1994 | Judith Ortiz Cofer       | The Latin Deli: Prose and Poetry                       |                                                    |
| 1995 | Reginald Gibbons         | Sweetbitter: A Novel                                   |                                                    |
| 1996 | Madison Smartt Bell      | All Souls' Rising                                      |                                                    |
| 1997 | Jamaica Kincaid          | Autobiography of My Mother                             | Min mor. En självbiografi / Min mors självbiografi |
| 1998 | Walter Mosley            | Always Outnumbered, Always Outgunned                   |                                                    |
| 1999 | Russell Banks            | Cloudsplitter                                          |                                                    |
| 2000 | Chang-Rae Lee            | A Gesture Life                                         |                                                    |
| 2002 | Colson Whitehead         | John Henry Days                                        |                                                    |
| 2003 | Stephen L. Carter        | The Emperor of Ocean Park                              | Härskaren av Ocean Park                            |
| 2003 | Reetika Vazirani         | World Hotel                                            |                                                    |
| 2004 | Edward P. Jones          | The Known World                                        | Den kända världen                                  |
| 2005 | Edwidge Danticat         | The Dew Breaker                                        |                                                    |
| 2006 | Zadie Smith              | On Beauty                                              | Om skönhet                                         |
| 2007 | Martha Collins           | Blue Front                                             |                                                    |
| 2007 | Chimamanda Ngozi Adichie | Half of a Yellow Sun                                   | En halv gul sol                                    |
| 2008 | Junot Díaz               | The Brief Wondrous Life of Oscar Wao                   | Oscar Waos korta förunderliga liv                  |
| 2008 | Mohsin Hamid             | The Reluctant Fundamentalist                           | Den ovillige fundamentalisten                      |
| 2009 | Louise Erdrich           | The Plague of Doves                                    |                                                    |
| 2009 | Nam Le                   | The Boat                                               | Båten                                              |
| 2010 | Kamila Shamsie           | Burnt Shadows                                          | Brända skuggor                                     |
| 2011 | Nicole Krauss            | Great House                                            | Det stora huset                                    |
| 2011 | Mary Helen Stefaniak     | The Cailiffs of Baghdad, Georgia                       |                                                    |
| 2012 | Esi Edugyan              | Half-Blood Blues                                       | Halvblodsblues                                     |
| 2013 | Eugene Gloria            | My Favorite Warlord                                    |                                                    |
| 2013 | Laird Hunt               | Kind One                                               |                                                    |
| 2013 | Kevin Powers             | The Yellow Birds                                       | De gula fåglarna                                   |
| 2014 | Anthony Marra            | A Constellation of Vital Phenomena                     | Definitionen av liv                                |
| 2014 | Adrian Matejka           | The Big Smoke                                          |                                                    |
| 2015 | Marlon James             | A Brief History of Seven Killings                      | En kort krönika om sju mord                        |
| 2016 | Mary Morris              | The Jazz Palace                                        |                                                    |
| 2017 | Peter Ho Davies          | The Fortunes                                           |                                                    |
| 2017 | Karan Mahajan            | The Association of Small Bombs                         |                                                    |
| 2018 | Jesmyn Ward              | Sing, Unburied, Sing                                   | De dödas sång                                      |
| 2019 | Tommy Orange             | There There                                            |                                                    |
| 2020 | Namwali Serpell          | The Old Drift                                          |                                                    |
| 2021 | James McBride            | Deacon King Kong                                       |                                                    |
| 2022 | Percival Everett         | The Trees                                              |                                                    |
| 2023 | Lan Samantha Chang       | The Family Chao                                        |                                                    |
| 2023 | Geraldine Brooks         | Horse                                                  |                                                    |

### Poesi
| År   | Mottagare              | Verk                          | Svensk titel |
| ---- | ---------------------- | ----------------------------- | ------------ |
| 2015 | Jericho Brown          | The New Testament             |              |
| 2015 | Marilyn Chin           | Hard Love Province            |              |
| 2016 | Rowan Ricardo Phillips | Heaven                        |              |
| 2017 | Tyehimba Jess          | Olio                          |              |
| 2018 | Shane McCrae           | In the Language of My Captor  |              |
| 2019 | Tracy K. Smith         | Wade in the Water             |              |
| 2020 | Ilya Kaminsky          | Deaf Republic                 |              |
| 2021 | Victoria Chang         | Obit                          |              |
| 2022 | Donika Kelly           | The Renunciations             |              |
| 2023 | Saeed Jones            | Alive at the End of the World |              |

### Facklitteratur
| År   | Mottagare                                             | Verk | Svensk titel                                          |
| ---- | ----------------------------------------------------- | --- | ----------------------------------------------------- |
| 1936 | Harold Foote Gosnell                                  | Negro Politicians: Rise of Negro Politics in Chicago                                                                      |                                                       |
| 1937 | Julian Huxley och A.C. Haddon                         | We Europeans: A Survey of "Racial" Problems                                                                               | Vi européer: Översikt över de så kallade rasproblemen |
| 1940 | Edward Franklin Frazier                               | The Negro Family in the United States                                                                                     |                                                       |
| 1941 | Louis Adamic                                          | From Many Lands |                                                       |
| 1942 | Leopold Infeld                                        | Quest: An Autobiography                                                                                                   |                                                       |
| 1942 | James G. Leyburn                                      | The Haitian People |                                                       |
| 1943 | Zora Neale Hurston                                    | Dust Tracks on a Road: An Autobiography                                                                                   |                                                       |
| 1944 | Roi Ottley                                            | New World A-Coming |                                                       |
| 1944 | Maurice Samuel                                        | The World of Sholom Aleichem                                                                                              |                                                       |
| 1945 | Gunnar Myrdal                                         | An American Dilemma |                                                       |
| 1946 | St. Clair Drake och Horace Cayton                     | Black Metropolis: A Study of Negro Life in a Northern City                                                                |                                                       |
| 1946 | Wallace Stegner och redaktörerna för tidskriften Look | One Nation |                                                       |
| 1947 | Pauline R. Kibbe                                      | Latin Americans in Texas                                                                                                  |                                                       |
| 1948 | John Collier                                          | The Indians of the Americas                                                                                               |                                                       |
| 1949 | J.C. Furnas                                           | Anatomy of Paradise |                                                       |
| 1950 | S. Andhil Fineberg                                    | Punishment Without Crime                                                                                                  |                                                       |
| 1950 | Shirley Graham                                        | Your Most Humble Servant                                                                                                  |                                                       |
| 1951 | Henry Gibbs                                           | Twilight in South Africa                                                                                                  |                                                       |
| 1952 | Brewton Berry                                         | Race Relations |                                                       |
| 1952 | Laurens Van Der Post                                  | Venture to the Interior                                                                                                   |                                                       |
| 1953 | Farley Mowat                                          | People of the Deer |                                                       |
| 1953 | Han Suyin                                             | A Many-Splendoured Thing                                                                                                  | Skimrande dagar                                       |
| 1954 | Vernon Bartlett                                       | Struggle for Africa |                                                       |
| 1955 | Oden Meeker                                           | Report on Africa |                                                       |
| 1955 | Lyle Saunders                                         | Cultural Differences and Medical Care                                                                                     |                                                       |
| 1956 | John P. Dean och Alex Rosen                           | A Manual of Intergroup Relations                                                                                          |                                                       |
| 1956 | George W. Shepherd                                    | They Wait in Darkness |                                                       |
| 1957 | Gilberto Freyre                                       | The Masters and the Slaves: A Study in the Development of Brazilian Civilization                                          |                                                       |
| 1957 | Father Trevor Huddleston                              | Naught for Your Comfort                                                                                                   |                                                       |
| 1958 | Jessie B. Sams                                        | White Mother |                                                       |
| 1958 | South African Institute of Race Relations             | Handbook on Race Relations                                                                                                |                                                       |
| 1959 | Martin Luther King Jr.                                | Stride Toward Freedom: The Montgomery Story                                                                               |                                                       |
| 1959 | George Eaton Simpson och J. Milton Yinger             | Racial and Cultural Minorities: An Analysis of Prejudice and Discrimination                                               |                                                       |
| 1960 | Basil Davidson                                        | Lost Cities of Africa |                                                       |
| 1960 | John Haynes Holmes                                    | I Speak for Myself |                                                       |
| 1961 | E.R. Braithwaite                                      | To Sir, With Love |                                                       |
| 1961 | Louis E. Lomax                                        | The Reluctant African |                                                       |
| 1962 | Dwight L. Dumond                                      | Antislavery: The Crusade for Freedom in America                                                                           |                                                       |
| 1962 | John Howard Griffin                                   | Black Like Me |                                                       |
| 1963 | Theodosius Dobzhansky                                 | Mankind Evolving |                                                       |
| 1964 | Nathan Glazer och Daniel P. Moynihan                  | Beyond the Melting Pot: The Negroes, Puerto Ricans, Jews, Italians, and Irish of New York City                            |                                                       |
| 1964 | Harold R. Isaacs                                      | The New World of Negro Americans                                                                                          |                                                       |
| 1964 | Bernard E. Olson                                      | Faith and Prejudice |                                                       |
| 1965 | Milton M. Gordon                                      | Assimilation in American Life: The Role of Race, Religion and National Origins                                            |                                                       |
| 1965 | James M. McPherson                                    | The Struggle for Equality: Abolitionists and the Negro in the Civil War and Reconstruction                                |                                                       |
| 1965 | Abram L. Sachar                                       | A History of the Jews, Reviderad upplaga                                                                                  |                                                       |
| 1965 | James W. Silver                                       | Mississippi: The Closed Society                                                                                           |                                                       |
| 1966 | H.C. Baldry                                           | Unity Mankind Greek Thought                                                                                               |                                                       |
| 1966 | Claude Brown                                          | Manchild in the Promised Land                                                                                             |                                                       |
| 1966 | Malcolm X och Alex Haley                              | The Autobiography of Malcolm X                                                                                            | Malcolm X självbiografi                               |
| 1966 | Amram Scheinfeld                                      | Your Heredity and Environment                                                                                             |                                                       |
| 1967 | David Brion Davis                                     | The Problem of Slavery in Western Culture                                                                                 |                                                       |
| 1967 | Oscar Lewis                                           | La Vida |                                                       |
| 1968 | Norman Rufus Colin Cohn                               | Warrant for Genocide: The Myth of the Jewish World Conspiracy and the Protocols of the Elders of Zion                     |                                                       |
| 1968 | Robert Coles                                          | Children of Crisis: A Study of Courage and Fear                                                                           |                                                       |
| 1968 | Raul Hilberg                                          | The Destruction of the European Jews                                                                                      |                                                       |
| 1968 | Erich Kahler                                          | The Jews Among the Nations                                                                                                |                                                       |
| 1969 | E. Earl Baughman och W. Grant Dahlstrom               | Negro and White Children: A Psychological Study in the Rural South                                                        |                                                       |
| 1969 | Leonard Dinnerstein                                   | The Leo Frank Case |                                                       |
| 1969 | Stuart Levine och Nancy O. Lurie                      | The American Indian Today                                                                                                 |                                                       |
| 1970 | Dan T. Carter                                         | Scottsboro: A Tragedy of the American South (om "The Scottsboro Boys")                                                    |                                                       |
| 1970 | Vine Deloria                                          | Custer Died for Your Sins: An Indian Manifesto                                                                            |                                                       |
| 1970 | Florestan Fernandes                                   | The Negro in Brazilian Society                                                                                            |                                                       |
| 1970 | Audrie Girdner och Anne Loftis                        | The Great Betrayal: The Evacuation of the Japanese-Americans during World War II                                          |                                                       |
| 1971 | Robert William July                                   | A History of the African People                                                                                           |                                                       |
| 1971 | Carleton Mabee                                        | Black Freedom: The Nonviolent Abolitionists from 1830 through the Civil War                                               |                                                       |
| 1971 | Stan Steiner                                          | La Raza: The Mexican Americans                                                                                            |                                                       |
| 1971 | Anthony Wallace                                       | Death and Rebirth of Seneca                                                                                               |                                                       |
| 1972 | George M. Fredrickson                                 | The Black Image in the White Mind: The Debate on Afro-American Character and Destiny, 1817–1914                           |                                                       |
| 1972 | John S. Haller                                        | Outcasts from Evolution: Scientific Attitudes of Racial Inferiority, 1859–1900                                            |                                                       |
| 1972 | David Loye                                            | The Healing of a Nation                                                                                                   |                                                       |
| 1972 | Naboth Mokgatle                                       | The Autobiography of an Unknown South African                                                                             |                                                       |
| 1972 | Donald L. Robinson                                    | Slavery in the Structure of American Politics, 1765–1820                                                                  |                                                       |
| 1973 | Pat Conroy                                            | The Water Is Wide |                                                       |
| 1973 | Betty Fladeland                                       | Men & Brothers |                                                       |
| 1973 | Lee Rainwater                                         | Behind Ghetto Walls: Black Family Life in a Federal Slum                                                                  |                                                       |
| 1974 | Charles Duguid                                        | Doctor and the Aborigines                                                                                                 |                                                       |
| 1974 | Michel Fabre                                          | The Unfinished Quest of Richard Wright                                                                                    |                                                       |
| 1974 | Albie Sachs                                           | Justice in South Africa                                                                                                   |                                                       |
| 1974 | Louis Leo Snyder                                      | The Dreyfus Case: A Documentary History                                                                                   |                                                       |
| 1975 | Eugene D. Genovese                                    | Roll, Jordan, Roll: The World the Slaves Made                                                                             |                                                       |
| 1975 | Léon Poliakov                                         | The Aryan Myth: A History of Racist and Nationalistic Ideas in Europe                                                     |                                                       |
| 1976 | Lucy S. Dawidowicz                                    | The War Against the Jews: 1933–1945                                                                                       |                                                       |
| 1976 | Thomas Kiernan                                        | The Arabs: Their History, Aims, and Challenge to the Industrialized World                                                 |                                                       |
| 1976 | Raphael Patai och Jennifer P. Wing                    | The Myth of the Jewish Race                                                                                               |                                                       |
| 1977 | Richard Kluger                                        | Simple Justice |                                                       |
| 1977 | Michi Weglyn                                          | Years of Infamy: The Untold Story of America's Concentration Camps                                                        |                                                       |
| 1978 | Allan Chase                                           | Legacy of Malthus |                                                       |
| 1978 | Maxine Hong Kingston                                  | The Woman Warrior: Memoirs of a Girlhood Among Ghosts                                                                     |                                                       |
| 1979 | Phillip V. Tobias                                     | The Bushmen: San hunters and herders of Southern Africa                                                                   |                                                       |
| 1980 | Urie Bronfenbrenner                                   | The Ecology of Human Development: Experiments by Nature and Design                                                        |                                                       |
| 1980 | Richard Borshay Lee                                   | The !Kung San: Men, Women and Work in a Foraging Society                                                                  |                                                       |
| 1981 | Carol Beckwith och Tepilit Ole Saitoti                | Maasai |                                                       |
| 1981 | Jamake Highwater                                      | Song from the Earth: American Indian painting                                                                             |                                                       |
| 1982 | Geoffrey G. Field                                     | Evangelist of Race: The Germanic Vision of Houston Stewart Chamberlain                                                    |                                                       |
| 1982 | Peter J. Powell                                       | People of the Sacred Mountain                                                                                             |                                                       |
| 1983 | Richard Rodriguez                                     | Hunger of Memory: The Education of Richard Rodriguez                                                                      |                                                       |
| 1983 | Wole Soyinka                                          | Aké: The Years of Childhood                                                                                               |                                                       |
| 1984 | Jose Alcina Franch                                    | Pre-Columbian Art |                                                       |
| 1984 | Humbert S. Nelli                                      | From Immigrants to Ethnics: The Italian Americans                                                                         |                                                       |
| 1985 | David S. Wyman                                        | The Abandonment of the Jews: America and the Holocaust 1941–1945                                                          |                                                       |
| 1986 | Donald Alexander Downs                                | Nazis in Skokie: Freedom, Community and the First Amendment                                                               |                                                       |
| 1986 | James North                                           | Freedom Rising |                                                       |
| 1986 | Barton Wright och Clifford Bahnimptewa                | Kachinas: A Hopi Artist's Documentary                                                                                     |                                                       |
| 1987 | Arnold Rampersad                                      | The Life of Langston Hughes                                                                                               |                                                       |
| 1987 | Gail Sheehy                                           | Spirit of Survival |                                                       |
| 1988 | Jeffrey Jay Foxx och Walter F. Morris, Jr.            | Living Maya |                                                       |
| 1988 | Abigail M. Thernstrom                                 | Whose Votes Count?: Affirmative Action and Minority Voting Rights                                                         |                                                       |
| 1989 | Taylor Branch                                         | Parting the Waters: America in the King Years                                                                             |                                                       |
| 1989 | Henry Louis Gates Jr.                                 | Collected Black Women's Narratives                                                                                        |                                                       |
| 1989 | George Lipsitz                                        | Life in the Struggle |                                                       |
| 1989 | Peter Sutton                                          | Dreamings: The Art of Aboriginal Australia                                                                                |                                                       |
| 1990 | Dolores Kendrick                                      | The Women of Plums: Poems in the Voices of Slave Women                                                                    |                                                       |
| 1990 | Hugh Honour                                           | The Image of the Black in Western Art: Part 1                                                                             |                                                       |
| 1991 | Carol Beckwith, Angela Fisher och Graham Hancock      | African Ark: People and Ancient Cultures of Ethiopia and the Horn of Africa                                               |                                                       |
| 1991 | Walter A. Jackson                                     | Gunnar Myrdal and America's Conscience: Social Engineering and Racial Liberalism, 1938–1987                               |                                                       |
| 1991 | Forrest G. Wood                                       | The Arrogance of Faith: Christianity and Race in America                                                                  |                                                       |
| 1992 | Melissa Fay Greene                                    | Praying for Sheetrock: A Work of Nonfiction                                                                               |                                                       |
| 1992 | Peter Hayes                                           | Lessons and Legacies I: The Meaning of the Holocaust in a Changing World                                                  |                                                       |
| 1992 | Elaine och Harry Mensh                                | The IQ Mythology: Class, Race, Gender, and Inequality                                                                     |                                                       |
| 1992 | Marilyn Nelson Waniek                                 | The Homeplace |                                                       |
| 1993 | Kwame Anthony Appiah                                  | In My Father's House: Africa in the Philosophy of Culture                                                                 | I min faders hus: kulturfilosofins bild av Afrika     |
| 1993 | Marija Alseikaite Gimbutas                            | The Civilization of the Goddess                                                                                           |                                                       |
| 1994 | David Levering Lewis                                  | W.E.B. Du Bois: A Reader                                                                                                  |                                                       |
| 1994 | Ronald Takaki                                         | A Different Mirror: A History of Multicultural America                                                                    |                                                       |
| 1995 | Brent Staples                                         | Parallel Time: Growing Up in Black and White                                                                              |                                                       |
| 1995 | William H. Tucker                                     | The Science and Politics of Racial Research                                                                               |                                                       |
| 1996 | Jonathan Kozol                                        | Amazing Grace: The Lives of Children and the Conscience of a Nation                                                       |                                                       |
| 1997 | James McBride                                         | The Color of Water |                                                       |
| 1998 | Toi Derricotte                                        | The Black Notebooks: An Interior Journey                                                                                  |                                                       |
| 1999 | John Lewis och Michael D'Orso                         | Walking with the Wind: A Memoir of the Movement (om medborgarrättsrörelsen i USA)                                         |                                                       |
| 2000 | Edward Said                                           | Out of Place: A Memoir |                                                       |
| 2001 | David Levering Lewis                                  | W. E. B. Du Bois: The Fight for Equality and the American Century 1919-1963                                               |                                                       |
| 2001 | F.X. Toole                                            | Rope Burns: Stories from the Corner                                                                                       | Million Dollar Baby: berättelser från ringhörnan      |
| 2002 | Quincy Jones                                          | Q: The Autobiography of Quincy Jones                                                                                      |                                                       |
| 2002 | Vernon E. Jordan Jr. och Annette Gordon-Reed          | Vernon Can Read!: A Memoir                                                                                                |                                                       |
| 2003 | Samantha Power                                        | A Problem from Hell: America and the Age of Genocide                                                                      |                                                       |
| 2004 | Ira Berlin                                            | Generations of Captivity: A History of African-American Slaves                                                            |                                                       |
| 2004 | Adrian Nicole LeBlanc                                 | Random Family: Love, Drugs, Trouble, and Coming of Age in the Bronx                                                       |                                                       |
| 2005 | A. Van Jordan                                         | Macnolia: Poems |                                                       |
| 2005 | Geoffrey C. Ward                                      | Unforgivable Blackness: The Rise and Fall of Jack Johnson (om tungviktsboxaren Jack Johnson)                              |                                                       |
| 2006 | Jill Lepore                                           | New York Burning: Liberty, Slavery, and Conspiracy in Eighteenth-Century Manhattan                                        |                                                       |
| 2007 | Scott Reynolds Nelson                                 | Steel Drivin' Man: John Henry: the Untold Story of an American Legend                                                     |                                                       |
| 2008 | Ayaan Hirsi Ali                                       | Infidel: My Life | En fri röst                                           |
| 2009 | Annette Gordon-Reed                                   | The Hemingses of Monticello                                                                                               |                                                       |
| 2011 | David Eltis och David Richardson                      | Atlas of the Transatlantic Slave Trade                                                                                    |                                                       |
| 2011 | Isabel Wilkerson                                      | The Warmth of Other Suns                                                                                                  |                                                       |
| 2012 | David Blight                                          | American Oracle: The Civil War in the Civil Rights Era                                                                    |                                                       |
| 2012 | David Livingstone Smith                               | Less Than Human: Why We Demean, Enslave, and Exterminate Others                                                           |                                                       |
| 2013 | Andrew Solomon                                        | Far From the Tree |                                                       |
| 2014 | Ari Shavit                                            | My Promised Land: The Triumph and Tragedy of Israel                                                                       |                                                       |
| 2015 | Richard S. Dunn                                       | A Tale of Two Plantations                                                                                                 |                                                       |
| 2016 | Lillian Faderman                                      | The Gay Revolution: The Story of the Struggle                                                                             |                                                       |
| 2017 | Margot Lee Shetterly                                  | Hidden Figures | Dolda tillgångar                                      |
| 2018 | Kevin Young                                           | Bunk: The Rise of Hoaxes, Humbug, Plagiarists, Phonies, Post-Facts, and Fake News                                         |                                                       |
| 2019 | Andrew Delbanco                                       | The War Before the War: Fugitive Slaves and the Struggle for America's Soul from the Revolution to the Civil War          |                                                       |
| 2020 | Charles King                                          | Gods of the Upper Air: How a Circle of Renegade Anthropologists Reinvented Race, Sex, and Gender in the Twentieth Century |                                                       |
| 2021 | Vincent Brown                                         | Tacky’s Revolt: The Story of An Atlantic Slave War                                                                        |                                                       |
| 2021 | Natasha Trethewey                                     | Memorial Drive: A Daughter's Memoir                                                                                       |                                                       |
| 2022 | Tiya Miles                                            | All That She Carried: The Journey of Ashley's Sack, a Black Family Keepsake                                               |                                                       |
| 2022 | George Makari                                         | Of Fear and Strangers: A History of Xenophobia                                                                            |                                                       |
| 2023 | Matthew F. Delmont                                    | Half American: The Epic Story of African Americans Fighting World War II at Home and Abroad                               |                                                       |

### Lifetime achievement
- 1996 – Dorothy West
- 1997 – Albert L. Murray
- 1998 – Gordon Parks
- 1999 – John Hope Franklin
- 2000 – Ernest Gaines
- 2001 – Lucille Clifton
- 2002 – Jay Wright
- 2003 – Adrienne Kennedy
- 2004 – Derek Walcott
- 2005 – August Wilson
- 2006 – William Demby
- 2007 – Taylor Branch
- 2008 – William Melvin Kelley
- 2009 – Paule Marshall
- 2010 – Oprah Winfrey
- 2010 – William Julius Wilson
- 2010 – Elizabeth Alexander
- 2011 – John Edgar Wideman
- 2012 – Arnold Rampersad
- 2012 – Wole Soyinka
- 2014 – Sir Wilson Harris
- 2014 – George Lamming
- 2015 – David Brion Davis
- 2016 – Orlando Patterson
- 2017 – Isabel Allende
- 2018 –	N. Scott Momaday
- 2019 –	Sonia Sanchez
- 2020 –	Eric Foner
- 2021 –	Samuel R. Delany
- 2022 –	Ishmael Reed
- 2023 –	Charlayne Hunter-Gault

### Special Achievement Award
- 1992 – Ralph Ellison för Invisible Man